# IC 4832
IC 4832 — галактика типу Sab (компактна витягнута галактика) у сузір'ї Телескоп.
Цей об'єкт міститься в оригінальній редакції індексного каталогу.